# Abbazia di San Pancrazio al Fango
L'abbazia di San Pancrazio al Fango è un'abbazia abbandonata in rovina risalente all'VIII o al IX secolo, al confine del territorio comunale di Grosseto con quello di Castiglione della Pescaia, nella riserva naturale Diaccia Botrona, nei pressi della frazione di Ponti di Badia, in località "Isola Clodia", originariamente un'isola dell'antico lago Prile. 

## Storia
L'abbazia fu costruita in epoca altomedievale, quasi certamente tra l'VIII e il IX secolo, nel luogo in cui sorgeva una villa romana fatta costruire da Clodio verso la metà del I secolo a.C., circostanza ricordata anche da Cicerone nell'orazione intitolata In difesa di Milone: tale evento conferì anche la denominazione all'antica isola del Lago Prile su cui sorgeva.
Il complesso era un antico possedimento dell'abbazia di Sant'Antimo, che poi lo cedette all'abbazia di Sestinga nella seconda metà del XII secolo.
Nella prima metà del Duecento l'Isola Clodia fu conquistata dai Lambardi di Buriano che aggiunsero questo territorio ai beni in loro possesso nella località di origine; da allora, l'abbazia fu ceduta all'Ordine dei guglielmiti che avevano la loro sede presso l'eremo di San Guglielmo di Malavalle, sulle colline castiglionesi.
Il Trecento fu l'ultimo secolo di splendore per l'antico complesso religioso. Dopo il temporaneo passaggio dell'isola ai Pisani, sorsero numerose controversie tra grossetani e castiglionesi per l'esercizio e il controllo delle attività di pesca e di raccolta del sale nell'antico Lago Prile; le controversie ebbero fine attorno sul finire del secolo con l'annessione di questa area al Principato di Piombino.
Nella prima metà del Quattrocento, il dilagare della malaria, le ricorrenti lotte tra varie fazioni per il controllo della pianura e l'impaludamento sempre maggiore del pescoso lago (con conseguente tracollo economico), portarono ad un rapido abbandono dell'isola, sia dagli abitanti, che preferivano le aree collinari più salubri, sia dai religiosi che si trasferirono in altre strutture conventuali.
Nell'estate 1448, l'avanzata dell'esercito di Alfonso d'Aragona, Re di Napoli, che muoveva assedio a Piombino, mise a ferro e fuoco il paese, distruggendolo. Esso rappresentò un colpo di grazia alla vita dello stesso, nonché un monito di sfiducia per i sempre più esigui abitanti che andarono a preferire definitivamente altre siti vicini, emigrandovi.
L'abbandono definitivo del luogo portò ad un degrado irreversibile dell'antica abbazia.

## Descrizione

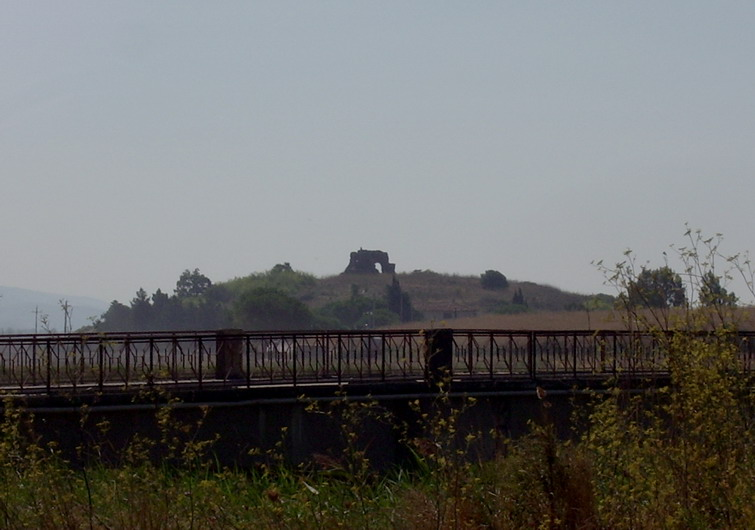
I rudieri dell'abbazia sull'isola Clodia

Dell'abbazia rimangono solo dei ruderi, sopravvissuti al lunghissimo periodo di abbandono causato dal dilagare della malaria.
In particolare si conservano parzialmente i fianchi e la base semicircolare dell'abside e, dall'analisi dei resti, la chiesa doveva presentarsi a navata unica con transetto. Le strutture murarie si presentano prevalentemente in filaretto di arenaria, con alcuni conci di travertino collocati in alcuni punti a formare una sorta di cordone.
I resti dell'antica villa romana sono stati parzialmente inglobati nell'abbazia e parzialmente ricoperti dal terreno; attraverso foto aeree è possibile osservarne una traccia di alcuni settori. Tuttavia, il luogo ha riportato alla luce numerosi reperti di epoca romana, attualmente custoditi presso alcuni complessi museali.